# Stazione di Sengendai
La stazione di Sengendai (せんげん台駅?, Sengendai-eki) è una stazione ferroviaria situata nella città di Koshigaya della prefettura di Saitama, in Giappone, ed è servita dalla linea Sky Tree delle Ferrovie Tōbu.

## Linee
Ferrovie Tōbu
● Linea Tōbu Isesaki (Linea Tōbu Sky Tree)

## Struttura
La stazione è dotata di due marciapiedi a isola con due binari passanti in superficie. Il fabbricato viaggiatori, posto sopra il piano del ferro, dispone di ascensori e scale mobili, oltre a diversi servizi quali biglietteria, sala d'attesa, servizi igienici e distributori automatici di bevande. Integrato con la stazione, si trova il centro commerciale Tosca.
| 1-2 | ● Linea Sky Tree | per Shin-Koshigaya, Kita-Senju, Tōkyō Sky Tree e Asakusa via linea Hanzōmon per Shibuya e Chūō-Rinkan |
| 3-4 | ● Linea Sky Tree | per Kasukabe, Tōbu Dōbutsukōen, Kuki e Tōbu Nikkō                                                     |

## Stazioni adiacenti
| «                  | Servizio               | »                  |
| Linea Tōbu Isesaki | Linea Tōbu Isesaki     | Linea Tōbu Isesaki |
| ------------------ | ---------------------- | ------------------ |
| Ōbukuro            | Locale                 | Takesato           |
| Ōbukuro            | Semiespresso sezionale | Takesato           |
| Ōbukuro            | Semiespresso           | Takesato           |
| Koshigaya          | Espresso sezionale     | Kasukabe           |
| Koshigaya          | Espresso               | Kasukabe           |
| Transito           | Rapido                 | Transito           |
| Transito           | Rapido sezionale       | Transito           |